# JusticiaTV
JusticiaTV, anteriormente conocido como Canal Judicial, es un canal de televisión producido por la Suprema Corte de Justicia de la Nación. Su principal objetivo es la difusión de la actividad del Poder Judicial de la Federación. Actualmente sólo está disponible en la TV por suscripción y forma parte de La Red de Radiodifusoras y Televisoras Educativas y Culturales de México.

## Historia
El 16 de junio de 2005, se transmitió a través del canal de TV satelital, Aprende Tv, una sesión de La Suprema Corte de Justicia de la Nación en vivo por primera vez, con lo que inició una transmisión diaria de estas sesiones a través de ese canal.

Meses más tarde, en diciembre de 2005, el Poder Judicial, haciendo uso de la reserva al acceso satelital con la cuenta el estado (también conocido como "reserva del estado"), solicitó el uso de este acceso para trasmitir un canal propio de televisión a través de la televisión de paga. El 29 de mayo de 2006, inicio sus transmisiones a través de más de 100 sistemas de televisión por cable en la República Mexicana afiliados a Canitec.

El 19 de enero de 2010, se publica en el Diario Oficial de la Federación el decreto de la SCT que obliga a todos los sistemas de TV de paga en la República Mexicana a transmitir el canal.
Actualmente, además de continuar con la difusiones de las sesiones del pleno, también se producen programas educativos referentes a la impartición de justicia y también se emiten programas culturales y películas. Al formar parte de La Red de Radiodifusoras y Televisoras Educativas y Culturales de México, los programas del Canal Judicial también han sido transmitidos en canales públicos como Una Voz Con Todos del SPR.
En televisión abierta, se emitió como Señal de prueba, por el canal virtual 30.3 de la estación     
XHOPMA-TDT (hoy XHSPR-TDT) de la Ciudad de México, pero tiempo después no fue transmitido regularmente. Posteriormente, se autorizaron las transmisiones por el canal virtual 30.5, pero esto nunca se llevó a cabo, lo que lo convierte en único canal público que no ha logrado estar en TV abierta en todo México.
El 19 de junio de 2019, el canal es "relanzado" como JusticiaTV.